# Морская собачка Звонимира
Морская собачка Звонимира (Parablennius zvonimiri) — вид рыб из семейства собачковых (Blenniidae). Вид назван в честь короля Хорватии Дмитрия Звонимира, правившего с 1075 по 1089 год, вероятно, в связи с местом, где был собран типовой экземпляр вида.

## Описание
Длина тела до 7 см. Тело удлинённое, невысокое, сжатое с боков. Спинной плавник, в котором не более 19 разветвлённых лучей, с заметной выемкой между передней и задней частями, сталкивается с хвостовым плавником. На передней части головы и затылка часто бывает несколько щупалец. Щупальца между глазами в виде длинных лопастей, которые почти доходят до начала спинного плавника, имеют до 7 пальцевидных отростков и истончаются к вершине. Позади передних ноздрей имеется длинная лопасть, которая достигает задних ноздрей и ветвится в верхней части на 2-3 отростки. Боковая линия к изгибу сплошная, дальше представлена короткими отрезками. На верхней челюсти 29-34, а на нижней 28-30 зубов, последний зуб обеих челюстей увеличен. Общий фон окраски шоколадно-коричневатый. На спине и боках небольшие тёмные пятна, которые иногда сливаются в полосы. У основания спинного плавника до 7 беловатых или желтоватых пятен, при основании хвостового плавника тёмно-коричневое пятно. Тёмные точки бывают на перегородках передней части спинного плавника, на передней части туловища и на задней части головы. Во время размножения окраска самцов ярче, и у них появляются расширения на концах лучей передней части анального плавника.

## Ареал

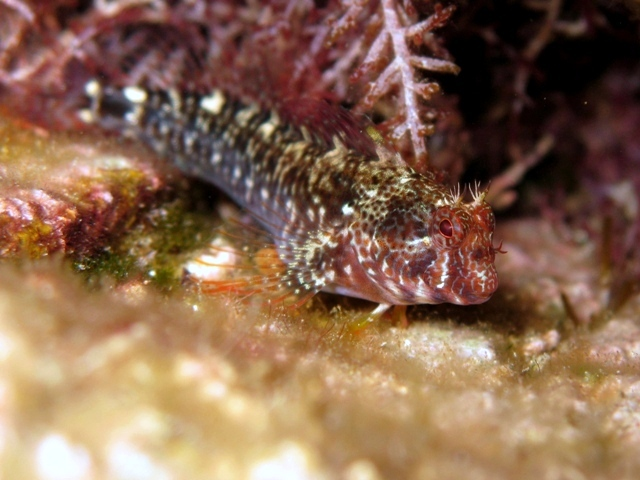

Распространение вида: Средиземное, Мраморное, Чёрное моря.

## Биология
Морская донная жилая рыба прибрежных участков с каменистым дном. Держится небольшими группами среди скал и больших камней на глубинах до 5-6 м. Размножение, видимо, в июне-августе при температуре воды 18-25 °С. Самцы для размножения сооружают «гнёзда» в щелях, пещерках и полостях, среди камней и т. д., на мелководье на глубине 0,5-1 м. Ухаживают за самками покачиванием передней части своего тела. С одним самцом нерестится несколько самок. В одном гнезде отмечали 2-3 кладки икры, в каждой из которых насчитывалось 200—300 икринок. Самец активно защищает гнездо. При температуре воды 20-22 °С личинки выходят из икры через 9 суток после её оплодотворения. Питается организмами донных обрастаний.